# Alsódobsza
Alsódobsza is een plaats (község) en gemeente in het Hongaarse comitaat Borsod-Abaúj-Zemplén. Alsódobsza telt 393 inwoners (2001).